# Brani musicali al numero uno in Finlandia (2015)
Questa è la lista dei brani musicali al numero uno in Finlandia nel 2015 secondo la Suomen virallinen lista. L'elenco a sinistra (Suomen virallinen singlelista, "Classifica finlandese ufficiale dei singoli") rappresenta l'elenco dei brani più venduti sia fisicamente sia online, quella centrale (Suomen virallinen latauslista, "Classifica finlandese ufficiale del download") rappresenta la classifica dei brani venduti solamente online mentre quella a destra (Suomen virallinen radiolista, "Classifica finlandese ufficiale della radio") rappresenta la classifica dei brani più trasmessi in radio.

## Classifica
| Suomen virallinen singlelista  | Suomen virallinen singlelista | Suomen virallinen singlelista            | Suomen virallinen singlelista |                 | Suomen virallinen latauslista | Suomen virallinen latauslista | Suomen virallinen latauslista            | Suomen virallinen latauslista |  | Suomen virallinen radiolista | Suomen virallinen radiolista                 | Suomen virallinen radiolista             | Suomen virallinen radiolista |
| Settimana                      | Canzone                       | Artista/i                                | Nota                          |                 | Settimana                     | Canzone                       | Artista/i                                | Nota                          |  | Settimana                    | Canzone                                      | Artista/i                                | Nota                         |
| ------------------------------ | ----------------------------- | ---------------------------------------- | ----------------------------- | --------------- | ----------------------------- | ----------------------------- | ---------------------------------------- | ----------------------------- |  | ---------------------------- | -------------------------------------------- | ---------------------------------------- | ---------------------------- |
| Settimana 1 (30 dicembre 2014) | Macho Fantastico              | Spekti (feat. Tasis)                     | [ 1 ]                         |                 | Settimana 1                   | Blank Space                   | Taylor Swift                             | [ 2 ]                         |  | Settimana 1                  | Yksin                                        | Jonne Aaron                              | [ 3 ]                        |
| Settimana 2 (6 gennaio)        | Outside                       | Calvin Harris (feat. Ellie Goulding)     | [ 4 ]                         |                 | Settimana 2                   | Who the Fuck Is Alice         | Max and the Ducks                        | [ 5 ]                         |  | Settimana 2                  | Yksin                                        | Jonne Aaron                              | [ 6 ]                        |
| Settimana 3 (13 gennaio)       | Outside                       | Calvin Harris (feat. Ellie Goulding)     | [ 7 ]                         |                 | Settimana 3                   | Eteen ja ylös                 | Elastinen                                | [ 8 ]                         |  | Settimana 3                  | Minä sinua vaan                              | Jenni Vartiainen                         | [ 9 ]                        |
| Settimana 4 (20 gennaio)       | Samsara 2015                  | Martin Tungevaag e Emila                 | [ 10 ]                        |                 | Settimana 4                   | Eteen ja ylös                 | Elastinen                                | [ 11 ]                        |  | Settimana 4                  | Minä sinua vaan                              | Jenni Vartiainen                         | [ 12 ]                       |
| Settimana 5 (27 gennaio)       | Samsara 2015                  | Martin Tungevaag e Emila                 | [ 13 ]                        |                 | Settimana 5                   | Eteen ja ylös                 | Elastinen                                | [ 14 ]                        |  | Settimana 5                  | Minä sinua vaan                              | Jenni Vartiainen                         | [ 15 ]                       |
| Settimana 6 (3 febbraio)       | Samsara 2015                  | Martin Tungevaag e Emila                 | [ 16 ]                        |                 | Settimana 6                   | Eteen ja ylös                 | Elastinen                                | [ 17 ]                        |  | Settimana 6                  | Copacabana ja Ipanema                        | Juha Tapio                               | [ 18 ]                       |
| Settimana 7 (10 febbraio)      | Samsara 2015                  | Martin Tungevaag e Emila                 | [ 19 ]                        |                 | Settimana 7                   | Eteen ja ylös                 | Elastinen                                | [ 20 ]                        |  | Settimana 7                  | Copacabana ja Ipanema                        | Juha Tapio                               | [ 21 ]                       |
| Settimana 8 (17 febbraio)      | Samsara 2015                  | Martin Tungevaag e Emila                 | [ 22 ]                        |                 | Settimana 8                   | Élan                          | Nightwish                                | [ 23 ]                        |  | Settimana 8                  | Kiitos ei ole kirosana                       | Haloo Helsinki!                          | [ 24 ]                       |
| Settimana 9 (24 febbraio)      | Love Me like You Do           | Ellie Goulding                           | [ 25 ]                        |                 | Settimana 9                   | Peto on irti                  | Antti Tuisku                             | [ 26 ]                        |  | Settimana 9                  | Kiitos ei ole kirosana                       | Haloo Helsinki!                          | [ 27 ]                       |
| Settimana 10 (3 marzo)         | Love Me like You Do           | Ellie Goulding                           | [ 28 ]                        |                 | Settimana 10                  | 2080-luvulla                  | Sanni                                    | [ 29 ]                        |  | Settimana 10                 | 2080-luvulla                                 | Sanni                                    | [ 30 ]                       |
| Settimana 11 (10 marzo)        | Love Me like You Do           | Ellie Goulding                           | [ 31 ]                        |                 | Settimana 11                  | 2080-luvulla                  | Sanni                                    | [ 32 ]                        |  | Settimana 11                 | 2080-luvulla                                 | Sanni                                    | [ 33 ]                       |
| Settimana 12 (17 marzo)        | Love Me like You Do           | Ellie Goulding                           | [ 34 ]                        |                 | Settimana 12                  | Élan                          | Nightwish                                | [ 35 ]                        |  | Settimana 12                 | 2080-luvulla                                 | Sanni                                    | [ 36 ]                       |
| Settimana 13 (24 marzo)        | Lean On                       | Major Lazer (feat. Mø e Dj Snake)        | [ 37 ]                        |                 | Settimana 13                  | Super                         | Elastinen                                | [ 38 ]                        |  | Settimana 13                 | 2080-luvulla                                 | Sanni                                    | [ 39 ]                       |
| Settimana 13 (24 marzo)        | Lean On                       | Major Lazer (feat. Mø e Dj Snake)        | [ 37 ]                        | Beautiful Alien | Settimana 13                  | Darude (feat. Ai Am)          |                                          | [ 38 ]                        |  | Settimana 13                 | 2080-luvulla                                 | Sanni                                    | [ 39 ]                       |
| Settimana 14 (31 marzo)        | Lean On                       | Major Lazer (feat. Mø e Dj Snake)        | [ 40 ]                        |                 | Settimana 14                  | Bitch Better Have My Money    | Rihanna                                  | [ 41 ]                        |  | Settimana 14                 | 2080-luvulla                                 | Sanni                                    | [ 42 ]                       |
| Settimana 15 (7 aprile)        | Lean On                       | Major Lazer (feat. Mø e Dj Snake)        | [ 43 ]                        |                 | Settimana 15                  | Are You with Me               | Lost Frequencies                         | [ 44 ]                        |  | Settimana 15                 | 2080-luvulla                                 | Sanni                                    | [ 45 ]                       |
| Settimana 15 (7 aprile)        | Lean On                       | Major Lazer (feat. Mø e Dj Snake)        | [ 43 ]                        | 2080-luvulla    | Settimana 15                  | Sanni                         |                                          | [ 44 ]                        |  | Settimana 15                 | 2080-luvulla                                 | Sanni                                    | [ 45 ]                       |
| Settimana 16 (14 aprile)       | See You Again                 | Wiz Khalifa (feat. Charlie Puth)         | [ 46 ]                        |                 | Settimana 16                  | Are You with Me               | Lost Frequencies                         | [ 47 ]                        |  | Settimana 16                 | 2080-luvulla                                 | Sanni                                    | [ 48 ]                       |
| Settimana 17 (21 aprile)       | See You Again                 | Wiz Khalifa (feat. Charlie Puth)         | [ 49 ]                        |                 | Settimana 17                  | Kipinän hetki                 | Robin (feat. Elastinen)                  | [ 50 ]                        |  | Settimana 17                 | 2080-luvulla                                 | Sanni                                    | [ 51 ]                       |
| Settimana 18 (28 aprile)       | See You Again                 | Wiz Khalifa (feat. Charlie Puth)         | [ 52 ]                        |                 | Settimana 18                  | Kipinän hetki                 | Robin (feat. Elastinen)                  | [ 53 ]                        |  | Settimana 18                 | 2080-luvulla                                 | Sanni                                    | [ 54 ]                       |
| Settimana 19 (5 maggio)        | Lean On                       | Major Lazer (feat. Mø e Dj Snake)        | [ 55 ]                        |                 | Settimana 19                  | Kipinän hetki                 | Robin (feat. Elastinen)                  | [ 56 ]                        |  | Settimana 19                 | 2080-luvulla                                 | Sanni                                    | [ 57 ]                       |
| Settimana 20 (12 maggio)       | Pämppää                       | Teflon Brothers (feat. Sahamies)         | [ 58 ]                        |                 | Settimana 20                  | Kipinän hetki                 | Robin (feat. Elastinen)                  | [ 59 ]                        |  | Settimana 20                 | 2080-luvulla                                 | Sanni                                    | [ 60 ]                       |
| Settimana 21 (19 maggio)       | Pämppää                       | Teflon Brothers (feat. Sahamies)         | [ 61 ]                        |                 | Settimana 21                  | Vauvoja                       | Kasmir (feat. Saara)                     | [ 62 ]                        |  | Settimana 21                 | Stole the Snow                               | Kygo (feat. Parson James)                | [ 63 ]                       |
| Settimana 22 (26 maggio)       | Pämppää                       | Teflon Brothers (feat. Sahamies)         | [ 64 ]                        |                 | Settimana 22                  | Heroes                        | Måns Zelmerlöw                           | [ 65 ]                        |  | Settimana 22                 | 2080-luvulla                                 | Sanni                                    | [ 66 ]                       |
| Settimana 23 (2 giugno)        | Pämppää                       | Teflon Brothers (feat. Sahamies)         | [ 67 ]                        |                 | Settimana 23                  | Heroes                        | Måns Zelmerlöw                           | [ 68 ]                        |  | Settimana 23                 | Stole the Snow                               | Kygo (feat. Parson James)                | [ 69 ]                       |
| Settimana 24 (9 giugno)        | Pämppää                       | Teflon Brothers (feat. Sahamies)         | [ 70 ]                        |                 | Settimana 24                  | Kahvimaito                    | Arttu Wiskari                            | [ 71 ]                        |  | Settimana 24                 | Vauvoja                                      | Kasmir (feat. Saara)                     | [ 72 ]                       |
| Settimana 25 (16 giugno)       | Pämppää                       | Teflon Brothers (feat. Sahamies)         | [ 73 ]                        |                 | Settimana 25                  | Are You with Me               | Lost Frequencies                         | [ 74 ]                        |  | Settimana 25                 | Vauvoja                                      | Kasmir (feat. Saara)                     | [ 75 ]                       |
| Settimana 26 (23 giugno)       | Pämppää                       | Teflon Brothers (feat. Sahamies)         | [ 76 ]                        |                 | Settimana 26                  | Ghost Town                    | Adam Lambert                             | [ 77 ]                        |  | Settimana 26                 | Vauvoja                                      | Kasmir (feat. Saara)                     | [ 78 ]                       |
| Settimana 27 (30 giugno)       | Pämppää                       | Teflon Brothers (feat. Sahamies)         | [ 79 ]                        |                 | Settimana 27                  | Ghost Town                    | Adam Lambert                             | [ 80 ]                        |  | Settimana 27                 | Vauvoja                                      | Kasmir (feat. Saara)                     | [ 81 ]                       |
| Settimana 28 (7 luglio)        | Pämppää                       | Teflon Brothers (feat. Sahamies)         | [ 82 ]                        |                 | Settimana 28                  | Madafakin darra               | Roope Salminen & Koirat (feat. Ida Paul) | [ 83 ]                        |  | Settimana 28                 | Dato non disponibile                         | Dato non disponibile                     | [ 84 ]                       |
| Settimana 29 (14 luglio)       | Madafakin darra               | Roope Salminen & Koirat (feat. Ida Paul) | [ 85 ]                        |                 | Settimana 29                  | Tarkenee                      | JVG                                      | [ 86 ]                        |  | Settimana 29                 | Vauvoja                                      | Kasmir (feat. Saara)                     | [ 87 ]                       |
| Settimana 30 (21 luglio)       | Tarkenee                      | JVG                                      | [ 88 ]                        |                 | Settimana 30                  | Tarkenee                      | JVG                                      | [ 89 ]                        |  | Settimana 30                 | This Summer's Gonna Hurt like a Motherfucker | Maroon 5                                 | [ 90 ]                       |
| Settimana 31 (28 luglio)       | Tarkenee                      | JVG                                      | [ 91 ]                        |                 | Settimana 31                  | Madafakin darra               | Roope Salminen & Koirat (feat. Ida Paul) | [ 92 ]                        |  | Settimana 31                 | Kuussa tuulee                                | Haloo Helsinki!                          | [ 93 ]                       |
| Settimana 32 (4 agosto)        | Tarkenee                      | JVG                                      | [ 94 ]                        |                 | Settimana 32                  | Drag Me Down                  | One Direction                            | [ 95 ]                        |  | Settimana 32                 | Pulp Fiction                                 | Haloo Helsinki!                          | [ 96 ]                       |
| Settimana 33 (11 agosto)       | Tarkenee                      | JVG                                      | [ 97 ]                        |                 | Settimana 33                  | Madafakin darra               | Roope Salminen & Koirat (feat. Ida Paul) | [ 98 ]                        |  | Settimana 33                 | Ihana                                        | Chisu                                    | [ 99 ]                       |
| Settimana 34 (18 agosto)       | Tarkenee                      | JVG                                      | [ 100 ]                       |                 | Settimana 34                  | Madafakin darra               | Roope Salminen & Koirat (feat. Ida Paul) | [ 101 ]                       |  | Settimana 34                 | Sinun vuorosi loistaa                        | Juha Tapio                               | [ 102 ]                      |
| Settimana 35 (25 agosto)       | Sä huudat                     | Cheek                                    | [ 103 ]                       |                 | Settimana 35                  | Sä huudat                     | Cheek                                    | [ 104 ]                       |  | Settimana 35                 | Madafakin darra                              | Roope Salminen & Koirat (feat. Ida Paul) | [ 105 ]                      |
| Settimana 36 (1 settembre)     | Sä huudat                     | Cheek                                    | [ 106 ]                       |                 | Settimana 36                  | What Do You Mean?             | Skrillex e Duplo (feat. Justin Bieber)   | [ 107 ]                       |  | Settimana 36                 | Ihana                                        | Chisu                                    | [ 108 ]                      |
| Settimana 37 (8 settembre)     | What Do You Mean?             | Skrillex e Duplo (feat. Justin Bieber)   | [ 109 ]                       |                 | Settimana 37                  | Wild                          | Troye Sivan                              | [ 110 ]                       |  | Settimana 37                 | Madafakin darra                              | Roope Salminen & Koirat (feat. Ida Paul) | [ 111 ]                      |
| Settimana 38 (15 settembre)    | What Do You Mean?             | Skrillex e Duplo (feat. Justin Bieber)   | [ 112 ]                       |                 | Settimana 38                  | Takajeejee                    | JVG (feat. Evelina)                      | [ 113 ]                       |  | Settimana 38                 | Ihana                                        | Chisu                                    | [ 114 ]                      |
| Settimana 39 (22 settembre)    | Sata salamaa                  | Antti Tuisku                             | [ 115 ]                       |                 | Settimana 39                  | Sata salamaa                  | Antti Tuisku                             | [ 116 ]                       |  | Settimana 39                 | Sinun vuorosi loistaa                        | Juha Tapio                               | [ 117 ]                      |
| Settimana 40 (29 settembre)    | Sata salamaa                  | Antti Tuisku                             | [ 118 ]                       |                 | Settimana 40                  | Sata salamaa                  | Antti Tuisku                             | [ 119 ]                       |  | Settimana 40                 | Sinun vuorosi loistaa                        | Juha Tapio                               | [ 120 ]                      |
| Settimana 41 (6 ottobre)       | Sata salamaa                  | Antti Tuisku                             | [ 121 ]                       |                 | Settimana 41                  | Sata salamaa                  | Antti Tuisku                             | [ 122 ]                       |  | Settimana 41                 | Sinun vuorosi loistaa                        | Juha Tapio                               | [ 123 ]                      |
| Settimana 42 (13 ottobre)      | Värifilmi                     | Nikke Ankara (feat. Aki Tykki)           | [ 124 ]                       |                 | Settimana 42                  | Sata salamaa                  | Antti Tuisku                             | [ 125 ]                       |  | Settimana 42                 | Sinun vuorosi loistaa                        | Juha Tapio                               | [ 126 ]                      |
| Settimana 43 (20 ottobre)      | Sillat                        | Cheek (feat. Ilta)                       | [ 127 ]                       |                 | Settimana 43                  | Perfect                       | One Direction                            | [ 128 ]                       |  | Settimana 43                 | Valot pimeyksien reunoilla                   | Apulanta                                 | [ 129 ]                      |
| Settimana 44 (27 ottobre)      | Sillat                        | Cheek (feat. Ilta)                       | [ 130 ]                       |                 | Settimana 44                  | Hello                         | Adele                                    | [ 131 ]                       |  | Settimana 44                 | Valot pimeyksien reunoilla                   | Apulanta                                 | [ 132 ]                      |
| Settimana 45 (3 novembre)      | Hello                         | Adele                                    | [ 133 ]                       |                 | Settimana 45                  | Hello                         | Adele                                    | [ 134 ]                       |  | Settimana 45                 | Valot pimeyksien reunoilla                   | Apulanta                                 | [ 135 ]                      |
| Settimana 46 (10 novembre)     | Lähtisitkö                    | VilleGalle (feat. Sanni)                 | [ 136 ]                       |                 | Settimana 46                  | Hello                         | Adele                                    | [ 137 ]                       |  | Settimana 46                 | Valot pimeyksien reunoilla                   | Apulanta                                 | [ 138 ]                      |
| Settimana 47 (17 novembre)     | Lähtisitkö                    | VilleGalle (feat. Sanni)                 | [ 139 ]                       |                 | Settimana 47                  | Hello                         | Adele                                    | [ 140 ]                       |  | Settimana 47                 | Valot pimeyksien reunoilla                   | Apulanta                                 | [ 141 ]                      |
| Settimana 48 (24 novembre)     | Hello                         | Adele                                    | [ 142 ]                       |                 | Settimana 48                  | Hello                         | Adele                                    | [ 143 ]                       |  | Settimana 48                 | Valot pimeyksien reunoilla                   | Apulanta                                 | [ 144 ]                      |
| Settimana 49 (1 dicembre)      | Hello                         | Adele                                    | [ 145 ]                       |                 | Settimana 49                  | Hello                         | Adele                                    | [ 146 ]                       |  | Settimana 49                 | Hello                                        | Adele                                    | [ 147 ]                      |
| Settimana 50 (8 dicembre)      | Russian Roulette              | Tungevaag & Raaban e Charlie Who?        | [ 148 ]                       |                 | Settimana 50                  | Hello                         | Adele                                    | [ 149 ]                       |  | Settimana 50                 | Hello                                        | Adele                                    | [ 150 ]                      |
| Settimana 51 (15 dicembre)     | Russian Roulette              | Tungevaag & Raaban e Charlie Who?        | [ 151 ]                       |                 | Settimana 51                  | Hello                         | Adele                                    | [ 152 ]                       |  | Settimana 51                 | Hello                                        | Adele                                    | [ 153 ]                      |
| Settimana 52 (22 dicembre)     | Party (papiidipaadi)          | Antti Tuisku (feat. Nikke Ankara)        | [ 154 ]                       |                 | Settimana 52                  | Party (papiidipaadi)          | Antti Tuisku (feat. Nikke Ankara)        | [ 155 ]                       |  | Settimana 52                 | Eläköön                                      | Juha Tapio                               | [ 156 ]                      |
| Settimana 53 (29 dicembre)     | Honey                         | Evelina (feat. Mikael Gabriel)           | [ 157 ]                       |                 | Settimana 53                  | Party (papiidipaadi)          | Antti Tuisku (feat. Nikke Ankara)        | [ 158 ]                       |  | Settimana 53                 | Valot pimeyksien reunoilla                   | Apulanta                                 | [ 159 ]                      |